# Domaine de Kitsuregawa
Le domaine de Kitsuregawa (喜連川藩, Kitsuregawa-han) est un fief féodal japonais de l'époque d'Edo (1603-1868), situé dans la province de Shimotsuke. Il était dirigé par une branche du clan Ashikaga : le clan Kitsuregawa. À l'ère Meiji (1868-1912), il a été intégré dans la préfecture de Tochigi.

## Histoire

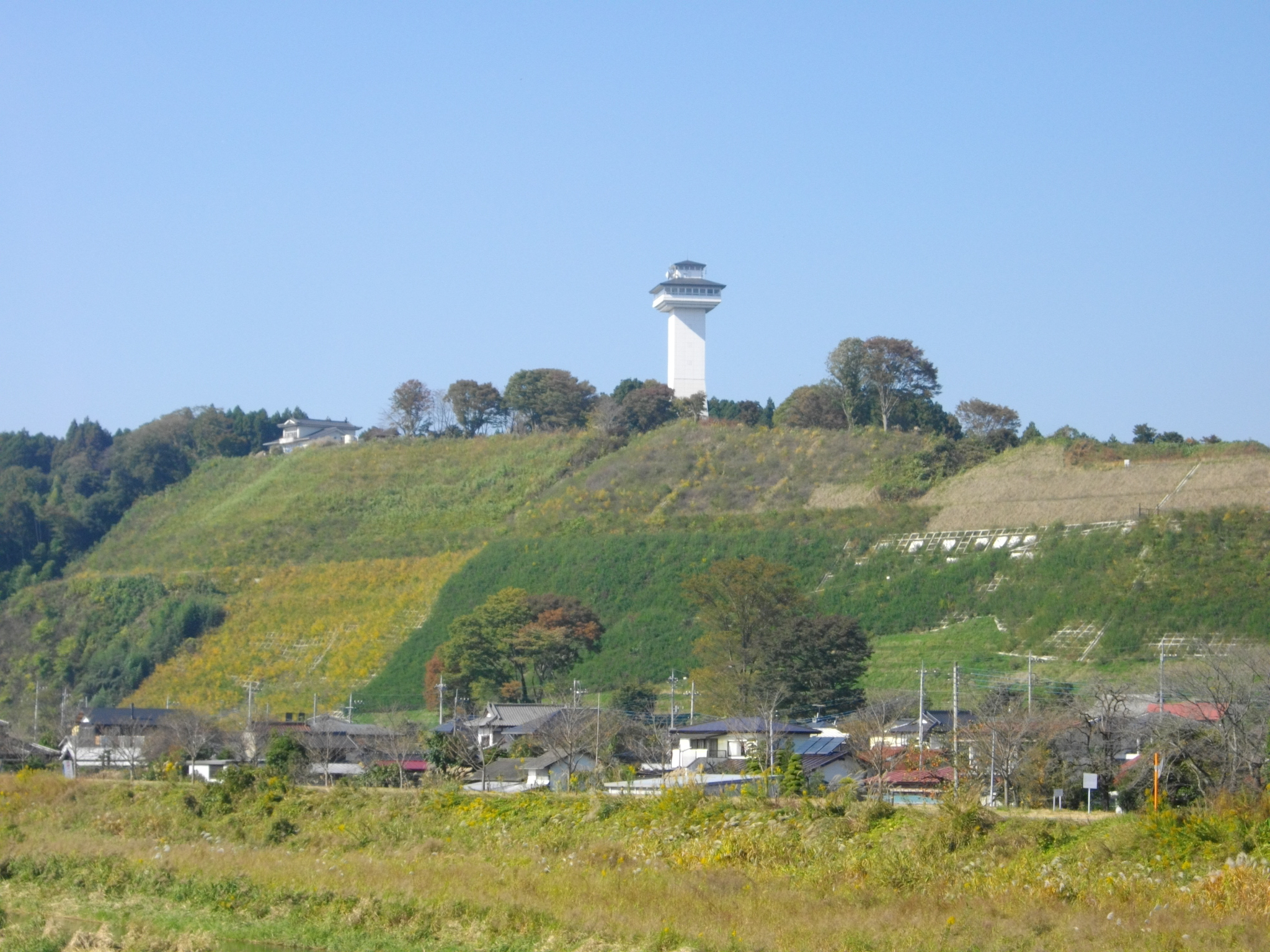
La « Sky Tower » et les ruines du château de Kitsuregawa (à gauche).

Après la conquête des provinces du Kantō, par le chef de guerre Toyotomi Hideyoshi, soutenu par le futur maître du Japon Tokugawa Ieyasu, un descendant du clan Ashikaga fonde le domaine de Kitsuregawa de la province de Shimotsuke, dans le nord de la plaine de Kantō. À l'époque d'Edo (1603-1868), le domaine se développe et devient une station de l'Ōshū Kaidō : le village de Kitsuregawa, une jōkamachi organisée autour du château de Kitsuregawa (ja). Au début de l'ère Meiji (1868-1912), le système des fiefs féodaux est aboli, et le pays découpé en préfectures. En 1871, la province de Shimotsuke est découpée en deux préfectures : les préfectures de Tochigi et Utsunomiya, fusionnées deux ans plus tard en une seule entité préfectorale : la préfecture de Tochigi, dont les limites territoriales sont définitivement fixées en 1876,. En 1889, au cours de la mise en place du nouveau système d'administration des municipalités élaboré par le gouvernement de Meiji, le village de Kitsuregawa acquiert le statut de bourg, dans le district de Shioya,. En 2005, il fusionne avec le bourg d'Ujiie pour former la ville de Sakura.